# Raja Bell
Raja Bell (Saint Croix, 19 settembre 1976) è un ex cestista americo-verginiano, professionista nella NBA.
È il fratello di Tombi Bell.

## Carriera
Bell è cresciuto a Miami alla Killian Senior High School.
Ha cominciato la sua carriera universitaria a Boston, ma dopo due stagioni è stato costretto a trasferirsi all'Università Internazionale della Florida. Bell è passato fra i professionisti senza essere scelto al draft NBA. Ha firmato da free agent con i San Antonio Spurs il 2 agosto 2000, ma non ha mai giocato una partita per loro.
Dopo essersi svincolato, ha firmato con i Philadelphia 76ers il 16 aprile 2001. Ha giocato pochi minuti nelle ultime cinque partite dei Sixers nella stagione regolare 2000-01, ma partecipò a 15 delle 23 partite dei play-off. Ha giocato in tutti e cinque i match per i 76ers nel 2001 nelle finali NBA.
Ha giocato in 74 partite con i Sixers nella stagione regolare 2001-02, avendo la media di 3,4 punti per partita ed ha giocato in tre delle cinque partite dei play-off perse contro i Boston Celtics.
Il 1º ottobre 2002 firma da free agent con i Dallas Mavericks. Nel corso della stagione realizza una media di 3,1 punti in 15,6 minuti per partita. 
Ha ottenuto una media di 5,7 punti e 3,0 rimbalzi in 17 partite dopo la stagione 2002 con i Mavericks avanzati alle finali della Western Conference.
Il 26 settembre 2003 ha firmato con gli Utah Jazz e ha vissuto la sua più bella stagione dall'entrata nella NBA. Ha giocato in tutte le 82 partite della stagione regolare malgrado ne abbia cominciato solo quattro e ha ottenuto il record in carriera con 11,2 punti, 2,9 rimbalzi, 1,3 assist in 24,6 minuti per partita. Nella stagione 2004-05 ha migliorato questi risultati con 12,3 punti, 3,2 rimbalzi e 1,4 assist per match, nonostante abbia giocato solo 63 partite.
Prima della stagione 2005-06, Bell ha firmato con i Phoenix Suns. Ha dato un grande contributo alla squadra in coppia con Steve Nash. Ha cominciato tutte e 79 le partite giocate ed ha finito la stagione 2005-06 con la media di 14,7 punti in 37,5 minuti.
Ha giocato per il suo paese, le Isole Vergini Americane, ai Campionati Americani del 2007.

## Statistiche

### College
| Anno      | Squadra         | PG  | PT | MP   | TC%  | 3P%  | TL%  | RP  | AP  | PRP | SP  | PP   |
| --------- | --------------- | --- | -- | ---- | ---- | ---- | ---- | --- | --- | --- | --- | ---- |
| 1994-1995 | Boston Terriers | 30  | 23 | 28,9 | 40,5 | 42,9 | 72,8 | 4,2 | 1,2 | 0,6 | 0,2 | 10,9 |
| 1995-1996 | Boston Terriers | 28  | 27 | 33,3 | 43,1 | 33,0 | 66,1 | 4,1 | 1,9 | 1,2 | 0,1 | 15,0 |
| 1997-1998 | FIU Panthers    | 29  | -  | 29,5 | 44,2 | 32,2 | 76,7 | 4,1 | 2,2 | 1,2 | 0,1 | 16,6 |
| 1998-1999 | FIU Panthers    | 29  | -  | 34,9 | 45,6 | 34,8 | 74,5 | 4,3 | 2,7 | 1,3 | 0,2 | 16,7 |
| Carriera  | Carriera        | 116 | 50 | 31,6 | 43,5 | 35,0 | 72,9 | 4,2 | 2,0 | 1,1 | 0,2 | 14,8 |

### NBA

#### Regular Season
| Anno      | Squadra            | PG  | PT  | MP   | TC%  | 3P%  | TL%  | RP  | AP  | PRP | SP  | PP   |
| --------- | ------------------ | --- | --- | ---- | ---- | ---- | ---- | --- | --- | --- | --- | ---- |
| 2000-2001 | Philadelphia 76ers | 5   | 0   | 6,0  | 28,6 | 33,3 | -    | 0,2 | 0,0 | 0,2 | 0,0 | 1,0  |
| 2001-2002 | Philadelphia 76ers | 74  | 12  | 12,0 | 42,9 | 27,3 | 75,0 | 1,5 | 1,0 | 0,3 | 0,1 | 3,4  |
| 2002-2003 | Dallas Mavericks   | 75  | 32  | 15,6 | 44,1 | 41,2 | 67,6 | 1,9 | 0,8 | 0,7 | 0,1 | 3,1  |
| 2003-2004 | Utah Jazz          | 82  | 4   | 24,6 | 40,9 | 37,3 | 78,6 | 2,9 | 1,3 | 0,8 | 0,2 | 11,2 |
| 2004-2005 | Utah Jazz          | 63  | 32  | 28,4 | 45,4 | 40,3 | 74,7 | 3,2 | 1,4 | 0,7 | 0,1 | 12,3 |
| 2005-2006 | Phoenix Suns       | 79  | 79  | 37,5 | 45,7 | 44,2 | 78,8 | 3,2 | 2,6 | 1,0 | 0,3 | 14,7 |
| 2006-2007 | Phoenix Suns       | 78  | 78  | 37,4 | 43,2 | 41,3 | 77,6 | 3,2 | 2,5 | 0,6 | 0,3 | 14,7 |
| 2007-2008 | Phoenix Suns       | 75  | 75  | 35,3 | 42,1 | 40,1 | 86,8 | 3,7 | 2,2 | 0,7 | 0,4 | 11,9 |
| 2008-2009 | Phoenix Suns       | 22  | 22  | 32,4 | 42,9 | 46,8 | 76,2 | 2,9 | 1,3 | 0,6 | 0,1 | 9,6  |
| 2008-2009 | Charlotte Bobcats  | 45  | 44  | 35,6 | 44,0 | 39,5 | 87,7 | 4,0 | 2,5 | 0,8 | 0,1 | 13,0 |
| 2009-2010 | Charlotte Bobcats  | 5   | 5   | 31,4 | 43,6 | 37,5 | 100  | 4,2 | 2,0 | 0,8 | 0,4 | 12,0 |
| 2009-2010 | G.S. Warriors      | 1   | 0   | 23,0 | 66,7 | 100  | -    | 2,0 | 3,0 | 0,0 | 0,0 | 11,0 |
| 2010-2011 | Utah Jazz          | 68  | 63  | 30,8 | 40,9 | 35,2 | 89,2 | 2,6 | 1,7 | 0,8 | 0,2 | 8,0  |
| 2011-2012 | Utah Jazz          | 34  | 33  | 23,4 | 46,6 | 39,1 | 84,0 | 1,4 | 1,1 | 0,4 | 0,1 | 6,4  |
| Carriera  | Carriera           | 706 | 479 | 28,1 | 43,4 | 40,6 | 79,9 | 2,8 | 1,7 | 0,7 | 0,2 | 9,9  |

#### Playoffs
| Anno     | Squadra            | PG | PT | MP   | TC%  | 3P%  | TL%  | RP  | AP  | PRP | SP  | PP   |
| -------- | ------------------ | -- | -- | ---- | ---- | ---- | ---- | --- | --- | --- | --- | ---- |
| 2001     | Philadelphia 76ers | 15 | 0  | 8,3  | 44,4 | 25,0 | 57,1 | 0,9 | 0,5 | 1,0 | 0,0 | 2,3  |
| 2002     | Philadelphia 76ers | 3  | 0  | 2,7  | 33,3 | 0,0  | -    | 0,3 | 0,0 | 0,0 | 0,0 | 0,7  |
| 2003     | Dallas Mavericks   | 17 | 7  | 17,9 | 54,8 | 46,2 | 55,0 | 3,0 | 1,6 | 0,3 | 0,0 | 5,7  |
| 2006     | Phoenix Suns       | 17 | 17 | 39,6 | 47,9 | 46,5 | 82,9 | 2,8 | 2,2 | 0,6 | 0,2 | 13,6 |
| 2007     | Phoenix Suns       | 11 | 11 | 39,8 | 46,0 | 44,4 | 85,7 | 3,0 | 1,8 | 0,9 | 0,2 | 10,2 |
| 2008     | Phoenix Suns       | 5  | 5  | 43,0 | 56,8 | 65,0 | 81,3 | 5,6 | 2,2 | 0,4 | 0,2 | 13,6 |
| Carriera | Carriera           | 68 | 40 | 25,9 | 49,2 | 46,6 | 74,3 | 2,6 | 1,5 | 0,6 | 0,1 | 8,0  |

## Palmarès
- Campione CBA (2000)
- CBA All-Rookie First Team (2000)
- NBA All-Defensive First Team (2007)
- NBA All-Defensive Second Team (2008)